# Cantón de Souilly
El cantón de Souilly era una división administrativa francesa, que estaba situada en el departamento de Mosa y la región de Lorena.

## Composición
El cantón estaba formado por dieciocho comunas:
- Ancemont
- Heippes
- Julvécourt
- Landrecourt-Lempire
- Lemmes
- Les Monthairons
- Les Souhesmes-Rampont
- Nixéville-Blercourt
- Osches
- Rambluzin-et-Benoite-Vaux
- Récourt-le-Creux
- Saint-André-en-Barrois
- Senoncourt-les-Maujouy
- Souilly
- Tilly-sur-Meuse
- Vadelaincourt
- Villers-sur-Meuse
- Ville-sur-Cousances

## Supresión del cantón de Souilly
En aplicación del Decreto nº 2014-166 de 17 de febrero de 2014, el cantón de Souilly fue suprimido el 22 de marzo de 2015 y sus 18 comunas pasaron a formar parte del nuevo cantón de Dieue-sur-Meuse.